# Psoraleeae
Tribu
Classification phylogénétique
Les Psoraleeae sont une tribu de plantes à fleurs dicotylédones de la famille des Fabaceae, sous-famille des Faboideae, qui compte une dizaine de genres.
Certains auteurs classent cette tribu au sein de la tribu des Phaseoleae, qui présente le même type de nodosités à croissance déterminées et exportant des uréides.

## Liste des genres
Selon NCBI (13 août 2018) :
- Bituminaria Heist. ex Fabr., 1759
- Cullen Medik.
- Hoita Rydb.
- Orbexilum Raf.
- Otholobium C.H.Stirt.
- Pediomelum Rydb.
- Psoralea L., 1753
- Psoralidium Rydb.
- Rupertia J.W.Grimes